# Huby (Krzyżanowo)
Huby – część wsi Krzyżanowo w Polsce, położona w województwie wielkopolskim, w powiecie śremskim, w gminie Śrem.
W latach 1975–1998 Huby administracyjnie należały do województwa poznańskiego.